# Paul Schellekens (ambtenaar)
Paulus Wilhelmus Adrianus (Paul) Schellekens (1951) is een Nederlands diplomaat en was in die hoedanigheid ambassadeur te Ierland. 
Schellekens begon zijn loopbaan als assistent juridisch adviseur op het ministerie van Buitenlandse Zaken, gevolgd door een carrière in de diplomatieke wereld. Hij was consul-generaal in Toronto (Canada), hoofd politieke afdeling (met de titel van gevolmachtigd minister) op de Nederlandse ambassade te Peking (van 1998 tot 2002) en buitengewoon en gevolmachtigd ambassadeur te Lima (Peru), van 2002 tot 2006.
Tussen 1 september 2006 en 1 juli 2012 was hij directeur van het Kabinet der Koningin, als opvolger van Felix Rhodius. Schellekens werd als directeur van het Kabinet der Koningin opgevolgd door Chris Breedveld, voormalig plaatsvervangend directeur-generaal van de Rijksvoorlichtingsdienst.
Op 27 januari 2012 werd bekendgemaakt dat Paul Schellekens is benoemd tot ambassadeur te Dublin. Deze functie bekleedt hij sinds de zomer van 2012. 